# Hrvatski hercegovački Bleiburg
Hrvatski hercegovački Bleiburg ili Hercegovački Bleiburg mjesto je masovnog poslijeratnog jugokomunističkog zločina, a nalazi se u Stocu i okolici. 
Ubijeni su hrvatski civili, koji nisu izbjegli iz hercegovačkog kraja, katoličko svećenstvo, te zarobljeni hrvatski vojnici, koji su se predali na današnjoj austrijskoj granici kod Bleiburga i preživjeli Bleiburšku tragediju. Vođeni su po Križnom putu te u kolonama sprovođeni od strane partizana u razne krajeve. Na Radimlji kod Stoca završavao je jedan krak Križnog puta.
Na tisuće Hrvata sudionika Križnoga puta dovodili su iz smjera Mostara, ali i mnoge druge nevine ljude, na sudište u Stolac. U montiranim procesima s lažnim svjedocima presuđivali su uvijek protiv njih i zatim ih mučki ubili, a neki nisu imali niti suđenje. Komunisti su u stolačkom kraju potkraj Drugoga svjetskog rata zarobljavali brojne hrvatske civile koji nisu izbjegli, zatim bi ih dovodili u Stolac gdje su ih bez suda osudili i ubili u okolici. Dosadašnja istraživanja došla su do otkrivenih 10.000 ubijenih, u svibnju 1945. godine. Sve do 1990. vladala je prisilna šutnja o pokolju. Kad su konačno svjedoci zbivanja progovorili, otkrivene su masovne grobnice na petnaestak mjesta: u jamama, u rupama, kanalima i u koritu Bregave, a osobito Radimlje te i u samu rijeku Radimlju. Šokantna su svjedočanstva o mučenju žena i djevojaka u raznim narodnim nošnjama. Ponaosob ih je bilo s područja zapadne Hercegovine, mnoštva puka te izgladnjelih hrvatskih vojnika provođenih od logora do stratišta. Otkrilo se ubojstvo nekolicine nepoznatih franjevaca i drugih svećenika te u novije vrijeme i do podataka o ubojstvu petorice franjevaca nad jednom jamom u blizini Stoca. Jedno od najvećih stradališta je nedaleko od nekropole Radimlja.
Hrvati koje nisu pobili, bili su besplatno roblje jugokomunističkim zločincima, a ti su Hrvati bili obezvrijeđeni u svakom pogledu – nisu za svoje teško nadničenje dobili nikakvu naknadu, niti hranu. Morali su jesti prije u svojoj kući, a bili su često gladni, preživljavali su jedući travu i praveći kruh od kore s drveta. Pobijene su cijele generacije mladih muškaraca. Tako su sve te mlade djevojke tih godina ostale neudate i zamro je život jedne cijele generacije.
Katolicima su poslijeratne godine bile užasne, a izbjeglice iz stolačkog kotara, koje su izbjegle pred komunističkom vojskom, morale su se vratiti u postojbinu. Sve im je bilo porušeno, nisu ništa imali i bili su prisiljeni hraniti se korijenjem. Nešto malo hrane slala je UNRRA, ali katolici su ju dobivali tek nakon što su bili podmireni muslimani i pravoslavci. Nijedna vjera nije bila toliko šikanirana kao katolička. Nova Jugoslavija ciljano je sprovodila fizičko istrebljenje katolika. Nisu bili ubijani ni pravoslavni popovi, ni muslimanski hodže, nego samo katolički svećenici. Četnike su puštali na slobodu ili su im blago sudili, dok je jugokomunistička vlast neštedimice ubijala katolike i po sudu i bez suda (ubijali su ih partizani i OZNA). Neiskreni komunisti rehabilitirali su četnike koji su zapovijedali pokoljima Hrvata. Jednostavnom promjenom strana krajem rata, ti četnici postajali su zamjenici zapovjednika partizanskih divizija. Katolici su dovedeni u obespravljeni položaj kao u osmanskom feudalizmu, bili su kao raja koja je morala kulučiti za gospodara. Spomenik hrvatskim žrtvama podignut je 2005. na Vidovom polju, na livadi izvan nekropole stećaka. Istraživanju žrtava najvažniji doprinos dala je Katolička Crkva, jer su potajice, prema naputku biskupa, svećenici prikupljali podatke o stradalim Hrvatima istočne Hercegovine. Uz ustrajni rad nekolicine entuzijasta podatci su dopunjeni, objedinjeni i objavljeni kao vrlo vrijedna knjiga svjedočanstava protiv zaborava o 4515 ubijenih Hrvata s tog područja. Na vidjelo su došle brojne mnoge nepoznate činjenice o uzrocima, tijeku, broju i posljedicama stradanja istočnohercegovačkih Hrvata tijekom Drugoga svjetskog rata i poraća. Dokumentirano su pobijene brojene neistine i laži o njima komunističke protuhrvatske promidžbe. Promidžba je popisala i objavila srpske i muslimanske žrtve, ali su ti popisi upotrijebljeni za optužbe protiv Hrvata, jer je jugoslavenska mašinerija laži navela samo 195 hrvatskih žrtava. Točno je da broj hrvatskih žrtava premašuje srpske i muslimanske zajedno. 1600 hrvatskih žrtava s ovog prostora pokazuje da su Hrvati najveći stradalnici i Stolac je s pravom nazvan "hrvatski hercegovački Bleiburg". Tamo su stradali i mnogi Hrvati iz drugih krajeva na tomu mjestu. U ratu je stradalo 683 vojnika, 684 djece i 817 žena, nakon rata na Križnim putovima život su izgubila 1333, a nakon Križnih putova 531 istočnohercegovački Hrvat, ili ukupno oko 20% tamošnjeg hrvatskog pučanstva. Dokumenti ukazuju da su vodeće strukture KPJ i nove jugoslavenske vlasti planirale i zapovijedile ukloniti sve one koji bi mogli predstavljati oporbu ili eventualne problem kod uspostavljanja novoga totalitarnog komunističkog ustava vlasti. To je bio razlog mržnje u dijelu Srba i Muslimana protiv Hrvata i okrutnih postupaka prema Hrvatima. Ta je mržnja vrlo dugo bila utisnuta i nakon povratka preživjelih na popaljena ognjišta u Hercegovini u dijelu Srba i Muslimana. Osobito je to bilo kod onih u strukturama KPJ i vlasti, koji su mogli bilo kojega tamošnjeg Hrvata optužiti, maltretirati i ubiti bez posljedica. Biskup Petar Čule je izvijestio na Biskupskoj konferenciji u Zagrebu rujna 1945. o stanju svog kraja. Nije bilo katoličkog sela koje nije bilo bez žrtava. OZNA je po ulasku u svako selo pobila po nekoliko ljudi radi zadavanja straha drugima. Odmah su napunili sve zatvore u Mostaru, mahom Hrvatima katolicima. Po noći su iz zatvora i logora odvodili kamione pune katolika koje su ubijali bez ikakve sudske presude, pa procjene broja pobijenih katolika na teritoriju mostarske biskupije 1945. se kreće u blizu 10.000. Jugokomunistički državni teror fizički je uništavao Hrvate. Opljačkali su sva katolička sela oko Mostara i Širokog, seljacima su oteli i posljednju kravu, ovcu i kokoš. Zbog sušne godine ljetina je bila slaba, pa je vladala glad. Nešto hrane slala je UNRRA, ali vlast je prvo davala Srbima i Muslimanima, a Hrvatima zadnjima. Posljedica zločinačke jugoslavenske vlasti bila je promjena demografske i etničke slike u istočnoj Hercegovini na štetu Hrvata i korist Srba i Muslimana. Tijekom SFR Jugoslavije broj se Hrvata u istočnoj Hercegovini stalno smanjivao. U komunističkoj strahovladi predstavnici Srba i Muslimana su što prikriveno, što otvoreno, pokušavali nametnuti svoju nadmoć.
Povjesničari procjenjuju da je na samom koncu Drugog svjetskog rata i poraća u masovnim grobnicama ovdje mučki ubijeno nekoliko desetaka tisuća tzv. "narodnih neprijatelja". Nepotpuni i neslužbeni podatci su da je tih godina ukupno ubijeno više od 20.000 hercegovačkih Hrvata, a iz same župe Stolac ubijeno je i nestalo 668 stanovnika Hrvata, što je više nego desetkovalo Hrvate na lijevoj obali rijeke Neretve,  čiji gubitci prelaze 20%. Dokumenti i iskazi svjedoka označavaju nekoliko mjesta najbrutalnijih pogubljenja krajem rata i u poraću. To su jama Bišina kod Nevesinja, Trebinjska šuma i dva mjesta masovnog stradanja u blizini Stoca: Radimlju (odnosno Vidovo polje) te jame na visoravni Poplat jugozapadno od Stoca, s istočne strane magistralne ceste Stolac - Neum. Ratni zarobljenici koji su dovođeni na ova stratišta su zatvor Ćelovina u Mostaru, te zatvori OZNA-e u Stocu, Čapljini, Čitluku i Ljubuškome. Cijele kompozicije vlakova korištene su kao prijevozno sredstvo za prijevoz žrtava kojima su kao mjesta posljednjeg počinka, voljom KPJ i OZNA-e, određene upravo ta mjesta za masovna gubilišta. Vlak smrti stajao je u željezničkoj postaji u Hutovu, s koje su zarobljenike jugokomunistički zločinci odvodili na masovna gubilišta na jamama na Poplatu. Jedna se zove "Bodirogina jama", druga je "Jama iza Đanove kuće" na čestici koja se zove Bakrač. Otkrivena je u nekoliko navrata, ali svjedoci su šutili zbog straha za vlastiti život. Svibnja/lipnja 1945. svjedok je išao putem preko Poplata na Ravni te je naišao na goveda koja riču, a ispred njih bila je svježa krv po ledini. Na obližnju jamu bila je nabacana drača, a ispod drače vidjela se odjeća. Svjedok je prišavši bliže, vidio da je jama puna do vrha. Godine 1959./1960., sasvim slučajno, nalazač je lovio golubove, sišao u jamu duboku 24 metra i ugledao mnogo glava, na prvi pogled preko 100 glava i plus drugih kostiju, porcije, noževe, vilice, kaiše. JNA je nekoliko puta u poraću dolazila na tu jamu. Mještani su primijetili da vojnici JNA idu s bačvama na kojima je pisalo H2SO4 (sumporna kiselina) i nacrtana mrtvačka glava. Temeljno svojstvo te kiseline je razaranje organskih tvari. Logičan je zaključak da je vojska uništavala dokaze masakra. Koncem 1990-ih godina speleolozi društva „Špiljar“ iz Splita pregledali su jamu i potvrdili da je u njoj mnoštvo ljudskih kostiju i o tome napravili uredan zapisnik. Kod Radimlje u velikim iskopinama nastalim zbog eksploatacije šljunka, partizanski egzekutori i ubili su desetak tisuća ljudi. Svjedoci koji su zime 1944. prošli onuda, uočili su da se zemlja "dimi", premda je bila velika studen. Obližnja zemlja bila je crna od čahura, mnogo željezničkih kapa na zemlji i krv. Velika čatrnja bez vode te još 3-4 velike rupe, jame, odakle se kopao pijesak bile su pune ljudi. Jednom poslije partizani su došli po skupinu djevojaka i žena, dali im uzeti krampove i lopate i poveo ih zatrpavati jame. 4-5 kao kuća velikih jama i puna čatrnja ljudi bile su slabo pokrivene dračom, a žene su zatrpavale koliko su mogle. Iskazi svjedoka potvrđeni su 1998. godine. Terenska istraživanja koja je ljeta 1998. poduzela Komisija za utvrđivanje ratnih i poratnih žrtava Republike Hrvatske – ispostava u Ljubuškom, otkopala je jednu jama i čatrnju na Radimlji i potvrdila svjedočanstva.
U Stocu je najpoznatija državna institucija Državna bolnica (Koštana bolnica) bila mjestom okrutnog zločina. Krajem 1945. iz nje su izveli nacionalno, vjerski ili na neki drugi način nepodobne ranjenike i bolesnike te ih pobili u samom vrtu. Zavjera šutnje počinitelja i strah svjedoka bili su preveliki. Svjedoče o dvadesetak pokopanih. Drugo veliko stratište je zgrada Suda, čiji je veliki podrum poslužio je za zatvor partizanima od jeseni 1944. godine. Iako je rat bio gotov, u njegovom podrumu na sirovi način ubijeno je nekoliko desetina civila "pogrešne" vjere ili nacionalnosti. Te i druge lokacije bile su mjesta brojnih likvidacija "unutrašnjih neprijatelja". Grobnica 19 ustaša je unutar zida silosa za brašno.
Nakon svih tih nemilosrdnih ubojstava, tamošnji Hrvati bili su jako uplašeni, osiromašeni, gladni i jadni, te su preživljavali samo Božjom milošću. Ubojstva nisu ni tad prestala. UDBA i KOS su danonoćno pratili Hrvate i ubijali za svaku riječ koja im je bila sumnjiva. Mnoge Hrvate na taj je način "pojela" noć, a obitelj nije smjela o tome govoriti.
Egzekutori ovih zločina živjeli su ili još žive u Berkovićima, Bileći, Ljubinju te Mostaru, ali i u Stocu.
O toj patnji i mučeništvu živih i mrtvih, nikada niti jedna hrvatska Vlada nije nikada progovorila. Ovim 10.000 nedužnih Hrvata koje su ubili jugokomunistički zločinci, nikada nitko, od službene vlasti, nije odao počast, položio vijenac i o tim zločinima obavijestio svijet.
Sveta misa na Radimlji služi se svake godine prve nedjelje iza komemoracije i sv. mise na Bleiburgu.

## Vanjske poveznice
- Braniteljski portal Obljetnice: Radimlja - Komunisti su proslavljali svoj izlazak na otvorenu pozornicu. Ubijeli su sve redom, Stolac, 18. svibnja 2014.